# Lyssyje Gory (Saratow)
Lyssyje Gory (russisch Лы́сые Го́ры) ist eine Siedlung städtischen Typs in der Oblast Saratow in Russland mit 7180 Einwohnern (Stand 14. Oktober 2010).

## Geographie
Der Ort liegt etwa 80 km Luftlinie westlich des Oblastverwaltungszentrums Saratow am Don-Nebenfluss Medwediza.
Lyssyje Gory ist Verwaltungszentrum des Rajons Lyssogorski sowie Sitz und einzige Ortschaft der Stadtgemeinde Lyssogorskoje gorodskoje posselenije.

## Geschichte
Der Ort wurde 1750 von Kosaken aus dem gleichnamigen Ort im Gouvernement Tambow (heute Oblast Tambow) gegründet. Die Bezeichnung steht im Russischen für „kahle Berge“. Mitte des 19. Jahrhunderts wurde Lyssyje Gory Sitz einer Wolost des Ujesds Atkarsk des Gouvernements Saratow.
Am 23. Juli 1928 ging aus der Wolost ein gleichnamiger Rajon hervor. 1962 erhielt Lyssyje Gory den Status einer Siedlung städtischen Typs.

### Bevölkerungsentwicklung
| Jahr | Einwohner |
| ---- | --------- |
| 1939 | 1053      |
| 1959 | 1448      |
| 1970 | 6191      |
| 1979 | 6736      |
| 1989 | 7436      |
| 2002 | 7557      |
| 2010 | 7180      |

Anmerkung: Volkszählungsdaten

## Verkehr
Lyssyje Gory besitzt einen Bahnhof bei Kilometer 44 der 1895 eröffneten Eisenbahnstrecke Krassawka (bei Atkarsk) – Kalininsk.
Am südlichen Rand der Siedlung verläuft die Zweigstrecke Borissoglebsk – Saratow (Teil der Europastraße 38) der föderalen Fernstraße R22 Kaspi von Kaschira bei Moskau nach Astrachan.